# Struthanthus alni
Struthanthus alni är en tvåhjärtbladig växtart som beskrevs av Harley Harris Bartlett. Struthanthus alni ingår i släktet Struthanthus och familjen Loranthaceae. Inga underarter finns listade i Catalogue of Life.